# インドアアーチェリー
インドアアーチェリーとは、主に屋内で行われるアーチェリーの種目である。
ルールはほぼアウトドア競技と同じだが、距離はすべて18mで行われる。
標的は直径40cmであり、直径4cmの中心円が最高得点の10点である。コンパウンド部門では、中心円の内側の直径2cmの部分のみが10点とされる。全日本選手権や世界選手権では5点以下の部分を取り除いた標的を縦に3つ並べた的紙が用いられる。
1エンド3射で、計20エンド行い1エンド1分30秒以内に射たなければならない。
合計で60射をうち、満点は600点である。
2022年4月1日の競技規則改正により、屋外でもインドアラウンドの競技会が開催可能となった。
全日本室内アーチェリー選手権大会では、2021年度よりベアボウ部門が新設され、現在3つの部門（リカーブ、コンパウンド、ベアボウ）が設けられている。